# Oleguer Escolà i Boada
Oleguer Escolà i Boada (Barcelona, 31 de març de 1944) és un bioespeleòleg i entomologista català especialitzat en coleòpters, fou soci de l'ERE i ha explorat més de 2500 cavitats arreu del món.

## Biografia

### Introducció
Oleguer tingué el seu primer contacte amb l'espeleologia quan els seus pares el van portar a les coves de la Santa Creu d'Olordre (Olorda), ells eren membres de l'Ateneu Enciclopèdic Popular i portaven l'Oleguer a veure diferents cavitats com la cova Simanya o la cova del Patracó.
Va aprofundir en l'espeleologia quan gràcies als seus pares, que eren socis del CEC, va provar un curs d'espeleologia amb l’Equip de Recerques Espeleològiques, a principis de 1961 es va fer soci del Centre. Aquell estiu de 1961 inicia una llarga investigació recollint fauna de les cavitats que explorava, va viatjar a Àger amb un amic per recomanació d'una tieta seva que l'havia informat sobre diverses cavitats a la zona.

### Bioespeleologia
L'any 1963 comença a estudiar biologia, aquell any va participar en diferents expedicions: l'Operació Alto Cinca organitzada per Ramon Canela on van participar cinc clubs diferents, va formar part de l'Operació Solsonès organitzada per Montserrat Ubach, convidat pel Josep Subils on s'explora l'Avenc Montserrat Ubach que va ser per alguns anys la cavitat més profunda de Catalunya. També va participar en l'Expedició ERE per Cantàbria baixant a la Torca del Carlista. El juliol realitza la seva primera estada a Jaca, al costat d'Enric Balcells que tot just estava creant el Centro Pirenaico de Biología Experimental, amb el Dr. Español i Joan Senent van explorar cavitats per la Vall d'Echo i voltants, desenvolupant un catàleg amb totes les espècies de l'entorn.
L'any 1964 fa la seva primera publicació per a la revista Montaña amb Josep Subils i Joan Senent sobre els resultats obtinguts a la Setmana Santa de 1963 en l'Operació Solsonès. Aquell any participa en l'Operació Altoaragón on va explorar l'ibon de la Renclusa i altres cavitats de gran profunditat.
El 1966 va publicar el seu primer treball de bioespeleologia on descriu un nou coleòpter cavernícola, el Speophilus kiessenwetteri ssp. andresi que havia descobert a l'avenc Montserrat d'Esparraguera.

### Especialització
L'any 1967 es titula en biologia, havent sigut deixeble de doctors molt reconeguts com Ramon Margalef, Oriol de Bolòs, Antoni Prevosti, Francesc Español i Enric Gadea. El setembre començà a treballar pel Museu de Zoologia de Barcelona, actual Museu de Ciències Naturals de Barcelona amb el càrrec de Conservador de Serveis Especials sota la direcció del seu mestre, el doctor Español, on treballà fins a la seva jubilació. No va poder realitzar el doctorat de biologia per la manca de temps que li suposava les recerques del Museu.
El 1969 va baixar amb la Montserrat Ubach a la pedra de Sant Martí, Navarra, per preparar l'expedició de l'ERE de l'any següent on descobriran un nou sector de 400 m de grandària. Aquell any també s'uneix a una campanya a Mallorca endinsant-se a l'avenc des Travessets i l'avenc del Fangar. El 1970 i 1971 va col·laborar en l'edició de la revista Speleon, aquells anys participà en diferents expedicions per la serra de Busa (Solsonès) i al Sumidero del Hoyo Salzoso en Cantàbria.
A partir de l'any 1972 comença a fer expedicions internacionals viatjant primer al Marroc on descobreix moltes espècies de coleòpters. El 1975 viatjarà a les illes Galapagos, a l'any següent a Noruega, als pròxims trenta anys va fer molts viatges fent moltes aportacions a l'entomologia. El 1978 amb quatre espeleolegs més funden el Centre de Documentació Espeleologica. L'any 1979 tornarà a Osca per explorar el cim del Ibón de Izagra i l'engolidor de las Foyas a la Vall d'Echo. El 1980 és ascendit al Museu de Zoologia amb el càrrec de Conservador Tècnic d'Entomologia que va mantenir fins a la seva jubilació el 2009. Al llarg de la seva carrera ha escrit més de 210 articles d'espeleologia i biologia.